# Roy Z
Roy Z (англ. Roy Ramirez) — американский гитарист, композитор и продюсер, известный по своей работе с Брюсом Дикинсоном (5 студийных альбомов), Робом Хэлфордом (2 студийных альбома), Judas Priest, Sebastian Bach, Sepultura. Он также является основателем и лидером Tribe of Gypsies, хард-рок группы с латинскими влияниями.